# U. Srinivas
Uppalapu Srinivas (Palacole, 28 febbraio 1969 – Chennai, 19 settembre 2014) è stato un mandolinista e compositore indiano.

## Biografia
Bambino prodigio, U. Srinivas viene considerato colui che introdusse per primo il mandolino, uno strumento musicale occidentale, nella musica carnatica. Durante la sua carriera musicale, perdurata quarant'anni, viaggiò in tutto il mondo e collaborò con artisti come John McLaughlin, Michael Nyman e Michael Brook. Nel 1998, U. Srinivas ricevette il Padma Shri dal governo indiano. U. Srinivas morì nel 2014, all'età di 45 anni.